# Diaea multopunctata
Diaea multopunctata là một loài nhện trong họ Thomisidae.
Loài này thuộc chi Diaea. Diaea multopunctata được Ludwig Carl Christian Koch miêu tả năm 1874.